# Nyugati újlatin nyelvek

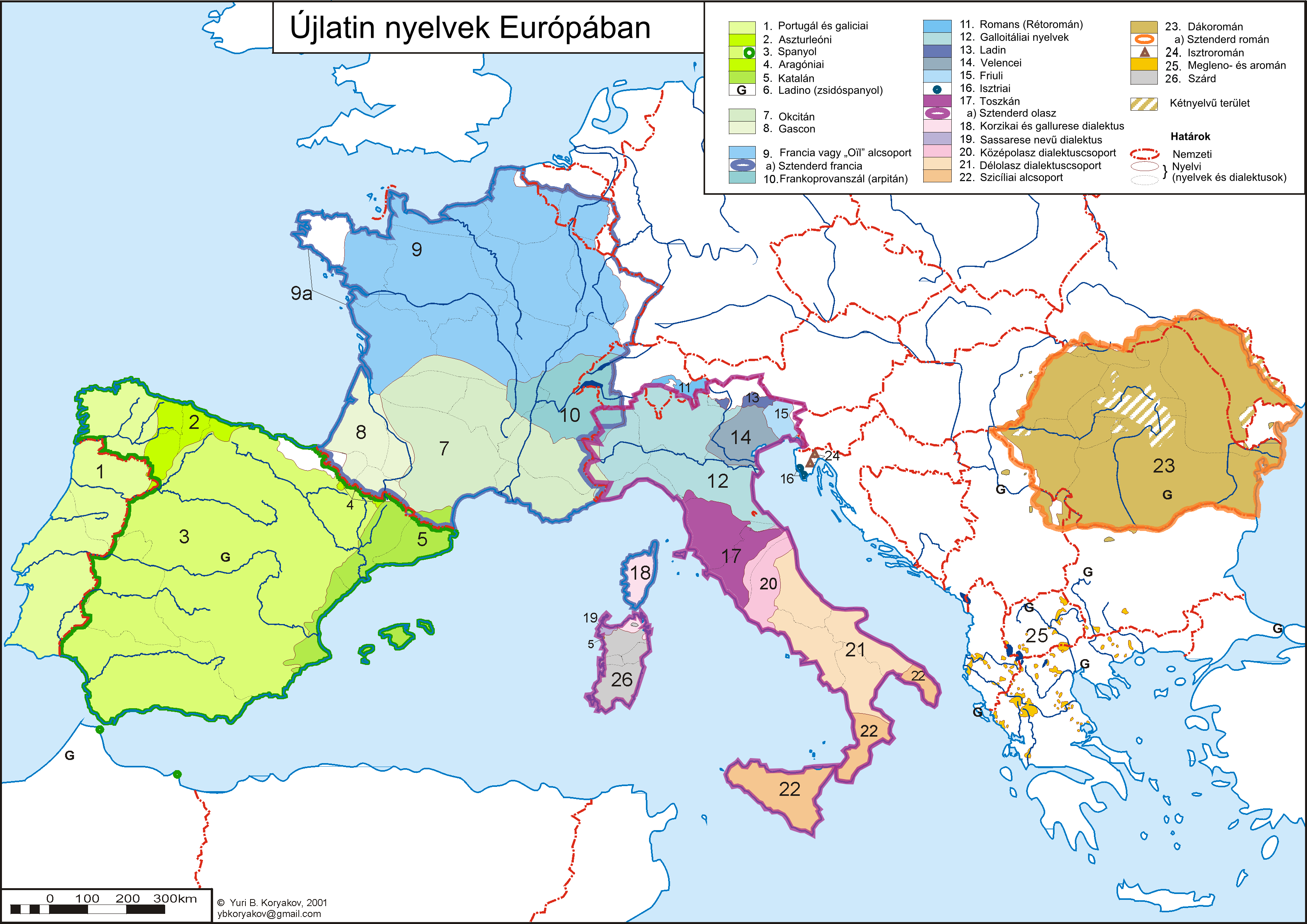
Újlatin nyelvek Európában

A nyugati újlatin nyelvek az újlatin nyelvek legnépesebb ágát alkotják. Idetartoznak az Észak-Olaszországban (a La Spezia–Rimini városokat vonalától északra fekvő területeken) és Svájc területén beszélt galloitáliai és rétoromán dialektusok, Franciaország és az Ibériai-félsziget újlatin nyelvei, illetve nyelvtani–hangtani tulajdonságaik alapján idesorolandó a szárd nyelv is.

## Főbb közös tulajdonságaik
A nyugati újlatin nyelvek bizonyos nyelvtani és hangtani tulajdonságaik alapján együttesen állnak szemben a keleti újlatin nyelvekkel. A besorolás szempontjából ezek a főbb vonásaik a következők:
- A többes számot – néhány, olasz hatástól érintett galloitáliai dialektustól (ahol -i vagy -e) eltekintve – -s, -es hozzáadásával képzik.
- A magánhangzók közötti latin [p, t, k] zárhangok zöngésültek vagy teljesen eltűntek.
- A latin hangsúlytalan rövid i és u eltűnt.

## Csoportosítás
- Nyugati újlatin nyelvek[1]
  - Iberoromán nyelvek[2]
    - asztúriai
    - aragóniai
    - galiciai
    - katalán
    - portugál
    - spanyol

  - Galloromán nyelvek[3]
    - okcitán (és dialektusai)
    - francia (és dialektusai: vallon, pikárd stb.)
    - rétoromán dialektusok (romans, ladin és friuli)
    - galloitáliai (északolasz) dialektusok (emilián–romanyol, ligur, lombard, piemonti, velencei)

  - Déli csoport
    - szárd dialektusok[4]

 megjegyzés: Az Ethnologue csoportosítása némileg eltér a fenti nyelvészeti besorolástól.